# Urodacus excellens
Espèce
Synonymes
- Iodacus darwinii Pocock, 1891

Urodacus excellens est une espèce de scorpions de la famille des Scorpionidae.

## Distribution
Cette espèce est endémique du Territoire du Nord en Australie. Elle se rencontre de Darwin à Katherine et à Groote Eylandt.

## Description
La femelle décrite par Koch en 1977 mesure 116 mm.

## Publication originale
- Pocock, 1888 : « The species of the genus Urodacus contained in the collection of the British (Natural History) Museum. » Annals and Magazine of Natural History, sér. 6, vol. 2, p. 169-175 (texte intégral).